# Vlag van de Benedenwindse Eilanden

Vlag van de Benedenwindse Eilanden

Sportvlag van de Benedenwindse Eilanden

De vlag van de Benedenwindse Eilanden is de vlag van de Benedenwindse Eilanden, een deel van Frans-Polynesië in de Grote Oceaan dat door Frankrijk wordt bestuurd.
De vlag van bestaat uit zeven horizontale banen van rood en wit. De rode en witte kleuren zijn afkomstig van historische Tahitiaanse vlaggen.
De vlag, die bij sportevenementen wordt gebruikt, bestaat uit drie horizontale banen van groen, geel en groen (1-2-1), waarbij de gele baan is beladen met de zwarte letters ISLV (staan voor Îles Sous-le-Vent) in een boog. De herkomst van de kleuren zijn onbekend.
Op 4 december 1985 besliste de Territoriale Regering dat de vlag van de archipels en eilanden van Frans-Polynesië naast de vlag van Frans-Polynesië en de vlag van Frankrijk mag wapperen.

## Vlaggen van de eilanden

Bora Bora
Huahine
Raiatea